# Hiroaki Okuno
Hiroaki Okuno (奥埜 博亮?, Okuno Hiroaki; Osaka, 14 agosto 1989) è un calciatore giapponese, centrocampista o attaccante del Cerezo Osaka.